# Saša Ilić (doelman)
Saša Ilić (Melbourne, 18 juli 1972) is een Servisch-Australisch oud-voetballer (doelman).
Hij was onder meer actief bij Charlton Athletic, deel uitmakend van een team met onder anderen Richard Rufus, Chris Powell, Mark Kinsella, Martin Pringle en Clive Mendonca. Ilić was een constante tussen de doelpalen in het seizoen 1997-98 en slaagde erin de penalty van Michael Gray te onderscheppen, waardoor zijn ploeg met 7-6 won en naar de Premier League promoveerde. Ook in het daaropvolgend seizoen was Saša Ilić een vaste waarde, maar Charlton degradeerde. Nadat hij in het seizoen 1999-2000 werd uitgeleend aan West Ham en in 2001-2002 aan Portsmouth, raakte hij op een dwaalspoor.

## Carrière
- 1997-2002: Charlton Athletic
  - 2000: West Ham United (huur)
- 2002-2003: Zalaegerszegi TE
- 2003: Portsmouth FC
- 2003-2004: Barnsley FC
- 2004: Sheffield United
- 2004-2005: Blackpool FC
- 2005-2006: Leeds United
  - 2005: Aberdeen FC
- 2006-2007: Pirouzi Teheran